# テレンス・ウッドベリー
Terrance Woodbury（テレンス・ウッドベリー、1987年6月16日 - ）は、アメリカ合衆国のプロバスケットボール選手である。バージニア州出身。ポジションはフォワード。信州ブレイブウォリアーズに所属。

## 来歴
2009年にジョージア大学を卒業後、ポーランド,スウェーデンのチームを経て、2011年10月にNBAデベロップメント・リーグのオースティン・トロスと契約。
2012年に来日し、bjリーグの琉球ゴールデンキングスに入団。2012年11月に2ポイント成功率62.9パーセント、3ポイント同50パーセントの高確率で1試合平均21.3得点を記録し、月間MVPを受賞。チームはbjリーグウエスタンカンファレンス1位となり、自身は2012-13シーズンの最優秀シックスマンに選ばれる活躍を見せた。
bjリーグシーズン終了後、契約満了とともに退団し、ドミニカ共和国のライオン·デ·サントドミンゴを経て、2013-14シーズンは再びオースティン・トロスでプレーした。
2014-15シーズンは滋賀レイクスターズに所属。bjリーグオールスターゲームでMVPを獲得した。
2015-16シーズンは浜松・東三河フェニックスに所属。2016年2月、故障のため退団。
2016-17シーズン途中、1月にBリーグ（B2）のバンビシャス奈良と契約し、32試合に出場。
2017-18シーズンは、熊本ヴォルターズに所属。47試合に出場し、1試合平均16.4得点。
2018-19シーズンは、香川ファイブアローズに所属。10月24日の愛媛戦でトリプル・ダブルを達成（25得点11リバウンド13アシスト）した。シーズントータルで54試合に出場し、リーグ4位の24.4得点。8.5リバウンド、4.7アシスト、1.4スティール
2019年オフに香川と2年契約を締結。2019-20シーズン開幕後、9月28日の奈良戦で40得点。翌29日の奈良戦でB2リーグでのチーム記録となる45得点を記録した。12月11日の熊本戦でも再び45得点を記録。12月31日の群馬戦（44得点14リバウンド12アシスト）と1月5日の愛媛戦（40得点13リバウンド11アシスト）でトリプル・ダブルを達成。2月2日の西宮戦で左ひざに全治6か月の負傷をし、以降の試合は欠場した。シーズントータルで35試合に出場し、32.0得点（負傷時点でリーグ1位）、5.3アシスト（同5位）、8.6リバウンド、1.3スティールを記録した。香川はB2リーグ参入後初めて西地区2位となった。
2020-21シーズン、序盤は怪我のリハビリにより欠場した後、11月7日の福岡戦より公式戦に復帰した。46試合出場で27.0得点、7.1リバウンド、4.1アシストを記録。
2021-22シーズンも香川と契約。48試合に出場し、クラブ初の地区優勝メンバーとなる。1試合平均22.9得点（リーグ2位）、4.9アシスト（同3位）、3ポイント成功率40.5％（同2位）、フリースロー成功率85.5％（同2位）を記録し、B2のMVPに選出された。
2022年オフ、5シーズンぶりに熊本に入団。チームの得点源として活躍したが、古傷である左膝を痛めてしまいレギュラーシーズンの半ばを欠場した。プレーオフには復帰したが、チームはクオーターファイナルを勝ち上がることが出来ず、B1昇格を逃した。レギュラーシーズンは35回（うちスターティング34回）に出場し、総プレイタイム1063.05分（平均30.22分）。要件を満たさなかったため公式記録ではないが、21.3PPG・4.3APG・3P成功率36.8％・FT成功率88.3％を挙げている。
2023年オフ、熊本との契約を継続。ベンチスタートが多かったものの、10月14日にB2通算300試合出場、10月25日にはB2史上初となる通算7,000得点、10月29日には7人目となるB2通算2,000リバウンド、などの個人記録を相次いで達成した。
2024年5月13日、自由契約選手リストに掲示。

## 成績
| シーズン         | チーム | GP | GS | MPG  | FG%  | 3P%  | FT%  | RPG | APG | SPG | BPG | TO  | PPG  |
| ---------------- | ------ | -- | -- | ---- | ---- | ---- | ---- | --- | --- | --- | --- | --- | ---- |
| bjリーグ 2012-13 | 琉球   | 46 |    | 22.8 | .488 | .333 | .777 | 4.5 | 1.0 | 0.8 | 0.0 | 1.7 | 17.6 |
| bjリーグ 2014-15 | 滋賀   | 52 |    | 27.1 | .436 | .349 | .843 | 4.7 | 1.9 | 1.1 | 0.4 | 3.0 | 18.3 |
| bjリーグ 2015-16 | 浜松   | 29 |    | 29.2 | .450 | .327 | .844 | 6.2 | 2.8 | 1.1 | 0.2 | 2.9 | 18.6 |
| 2016-17（B2)     | 奈良   | 32 | 2  | 24.1 | .491 | .417 | .817 | 5.2 | 2.7 | 1.2 | 0.3 | 2.3 | 17.7 |
| 2017-18（B2)     | 熊本   | 47 | 2  | 20.6 | .489 | .333 | .835 | 4.1 | 1.6 | 0.8 | 0.2 | 2.0 | 16.4 |
| 2018-19（B2)     | 香川   | 54 | 0  | 35.4 | .529 | .360 | .850 | 8.5 | 4.7 | 1.4 | 0.2 | 3.3 | 24.4 |
| 2019-20（B2)     | 香川   | 35 | 0  | 37.6 | .549 | .418 | .855 | 8.6 | 5.3 | 1.3 | 0.3 | 4.3 | 32.0 |
| 2020-21（B2)     | 香川   | 46 | 46 | 31.3 | .483 | .367 | .894 | 7.1 | 4.1 | 1.2 | 0.0 | 3.8 | 27.0 |
| 2021-22（B2)     | 香川   | 48 | 46 | 29.5 | .514 | .405 | .855 | 6.5 | 4.9 | 0.9 | 0.1 | 3.4 | 22.9 |
| 2022-23（B2)     | 熊本   | 35 | 34 | 30.2 | .492 | .368 | .883 | 5.8 | 4.3 | 1.1 | 0.1 | 4.1 | 21.3 |
| 2023-24（B2)     | 熊本   | 43 | 6  | 19.7 | .516 | .441 | .868 | 4.0 | 2.5 | 0.9 | 0.1 | 2.7 | 19.7 |